# Eure
Eure (wymowaⓘ) – francuski departament położony w regionie Normandia. Departament został utworzony 4 marca 1790 roku. Departament oznaczony jest liczbą 27.
Według danych na rok 2010 liczba zamieszkującej departament ludności wynosi 586 543 os. (97 os./km²); powierzchnia departamentu to 6040 km². Ośrodkiem administracyjnym (prefekturą) i największym miastem departamentu jest Évreux.
W 2023 roku w skład departamentu wchodziło 585 gmin (lista).

## Miejscowości
Największe miejscowości departamentu (w nawiasach liczba ludności w 2021 roku):

- Évreux (47 289)
- Vernon (24 543)
- Louviers (18 350)
- Val-de-Reuil (12 647)
- Gisors (11 919)
- Pont-Audemer (9848)
- Bernay (9622)
- Les Andelys (7937)
- Verneuil-d’Avre-et-d’Iton (7305)
- Gaillon (6801)
- Mesnils-sur-Iton (6145)
- Vexin-sur-Epte (5990)
- Saint-Sébastien-de-Morsent (5530)
- Le Val d’Hazey (5194)
- Pacy-sur-Eure (5001)
- Conches-en-Ouche (4905)
- Beuzeville (4689)
- Mesnil-en-Ouche (4452)
- Saint-Marcel (4422)
- Breteuil (4287)
- Le Neubourg (4268)
- Brionne (4219)
- Pont-de-l’Arche (4135)
- Grand Bourgtheroulde (4025)
- Bourg-Achard (4014)
- Gravigny (4005)